# Kovács Imre (orvos)
Kovács Imre, Kovách (Szatmárnémeti, 1845 – Mátyásföld, 1918. április 4.) orvosdoktor.

## Élete
Kovács István szatmári református gimnáziumi tanár és író és Vajay Eszter fia. Iskoláit szülőhelyén és Késmárkon, az orvosi tanfolyamot Pesten és Bécsben végezte. 1869-71-től orvos-sebészdoktor; 1872-75-ben budai törvényszéki orvos és anatómus; 1875-81-ben fővárosi kerületi orvos; 1881-től magyar királyi állami rendőrorvosként szolgált Budapesten.
Cikkei a Magyar orvosok és természettudósok Munkálataiban (XV. 1872. Kékkór, kyanosis világrahozott szivbajból, ugyanez a Gyógyászatban és a Pester Med. Chirurg. Presseben is); a Gyógyászatban (1872. Huszonnyégyéves gyomor és remesesipoly, ugyanez németül a Pester Med. Chirurg. Presseben), Fürdői Lapokban (1873. Wagner Richard elmeállapota), a Fővárosi Lapokban (1873. A tánczkórról, 1878. Tébolygyógyítás történetéből), az Ország-Világban (1880. A szivről, a későbbi evf. Mehádia. Trencsén-Teplicz sat.), a Nemzetgazdasági Szemlében (1885. Közegészségünk állapotáról), a Pesti Naplóban (A csendes emberek házáról) sat.

## Munkái
- Az astracháni pestis. Népszerű tájékoztatás a pestis lényege, terjedése, megelőzése és orvoslásáról, e járvány rövid történetével. Bpest, 1879.
- Közegészségügyünk állapota. Uo. 1885. (Különnyomat a Nemzetgazdasági Szemléből.)
- A magyar kincstár fürdői és ásványvizei. A m. kir. pénzügyminiszterium megbizásából. Uo. év n. (Németül és francziául is megjelent.)

Szerkesztette a Fürdői Lapokat 1873-ban. 13 száma jelent meg.

### Kéziratban
- A magyar birodalom fürdői s ásványvizei, kiváló tekintettel a földtani, éghajlati s közegészségügyi viszonyokra, két kötet;
- Az orvostudomány története Magyarországon, a járványok történetével, pályamű;
- A prostitutio Európában, kiváló tekintettel hazánkra, a társadalomtan, a közerkölcs, a közegészségtan és rendőri felügyelet szempontjából a bujakórság ellen alkalmazandó intézkedések tárgyalásával.